# Port Douglas

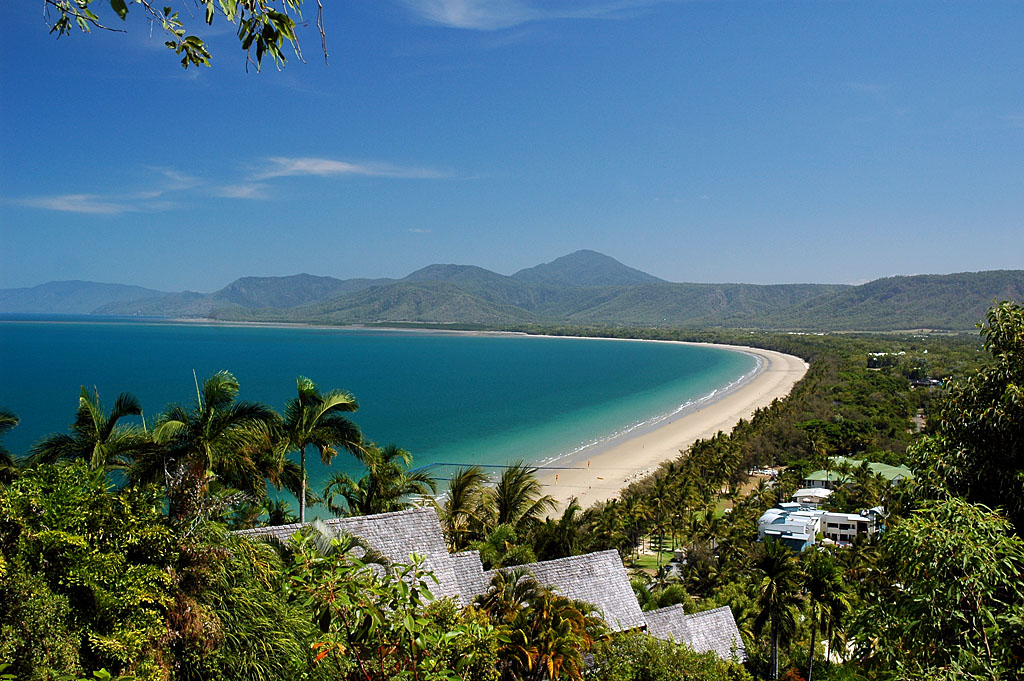
Four-Mile Beach, Port Douglas, Queensland, Australien

Port Douglas är en stad i norra Queensland, Australien, ungefär 80 km norr om Cairns. Staden hade en befolkning på 3 205 invånare vid folkräkningen 2011. Befolkningen kan dock ofta fyrdubblas under turistsäsongen som är mellan maj och september. Staden har sitt namn efter en tidigare premiärminister i Queensland, John Douglas (1828–1904). Port Douglas utvecklades snabbt genom gruvindustrin, andra delar av området bildades när skogsavverkningen började i området runt Daintree River och när bebyggelsen startade runt Mossman River år 1880.
Tidigare namn på staden har varit Terrigal, Island Point, Port Owen och Salisbury. Port Douglas är belägen nära två världsarv, Stora barriärrevet och Daintree nationalpark som utgör en del av världsarvet  Queenslands våta tropiker.

## Händelser
Den 4 september 2006 omkom underhållaren och "Crocodile Hunter" Steve Irwin vid Batt Reef, Low Isles utanför Port Douglas efter att en spjutrocka stuckit honom i bröstet då han filmade en dokumentär.